# Teratolytta kaszabi
Teratolytta kaszabi là một loài bọ cánh cứng trong họ Meloidae. Loài này được Kryzhanovskij miêu tả khoa học năm 1959.